# Kim Walker-Smith
Kimberlee Dawn Walker mais conhecida como Kim Walker-Smith (19 de dezembro de 1981) é uma cantora, compositora e líder de ministério. Kim produziu seu primeiro álbum solo, titulado Here Is My Song, que foi lançado em fevereiro de 2008. Ela é mais conhecida como líder da banda cristã, Jesus Culture e por ser também  pastora na Igreja Bethel em Redding.

## Primeiros anos de vida
Kim Walker nasceu em Albany, Oregon e foi criada num pequeno povoado agrícola chamado Klamath Falls. Seus pais divorciaram-se quando ela tinha quatro anos. Sua família mudava constantemente, dando a ela um jeito de menina tímida e retraída e como consequência o título de ser sempre "a garota nova". Kim disse uma vez, que sua família descende de uma geração de músicos e sua mãe a pôs no palco quando tinha apenas três anos. Ela diz também que cresceu cantando pois estava muito envolvida com o teatro musical.

## Carreira e vida pessoal
Depois de adulta, Kim Walker mudou-se para Redding (Califórnia), para estudar em um colégio cristão. Uma noite, enquanto clamava a Deus, ela percebeu que havia uma casa de oração de 24 horas que tinha sido inaugurada recentemente pela Igreja Bethel. Ao adentrar ali, Kim Walker ficou encantada pelo ambiente e pela forma como as pessoas clamavam a Deus. Após um ano, ela deixou a universidade para cursar na Escola de Ministério Sobrenatural da Igreja Bethel. Ela se graduou após completar seu programa de dois anos, e após mais dois anos foi contratada pela igreja como  pastora de adoração.  Kim afirmou que o "maior desejo de seu coração é ver o reino e o poder de Deus livrarem as pessoas, curarem-nas, e mudar radicalmente a forma como elas encontram Deus na adoração".
Em 2005, Kim Walker ganhou 25000 dólares em um concurso parecido com o American Idol intitulado So You Want to Be a Star que foi transmitido pela rede de televisão KRVU. Ela é considerada por muitos como uma precursora no novo tipo de adoração que se refere à adoração profética. Kim Walker já afirmou que Misty Edwards da Casa Internacional de Oração e Suzy Yaraei do Ministério Estrela da Manhã (Morning Star Ministries), ambos líderes de louvor proeminentes da comunidade evangélica, como suas maiores influências musicais.
Em 2009, Kim Walker se casou com Skyler Smith, outro líder de louvor, eles atualmente moram em San Francisco. Suas músicas agora são feitas pela assinatura de Kim Walker-Smith em vez de seu nome de solteira. Além de sua carreira solo, ela também é membra da banda Jesus  Culture, que foi formada nos cultos de jovens da Igreja Bethel, mas que agora alberga várias conferências de louvor em todo o país e produz um disco ao vivo a cada ano, além de que,  com frequência dirige cultos em Bethel. Em 2010, Kim Walker Smith declarou que estava "em Bethel uma a duas vezes ao mês nestes momentos. Viajamos ao redor de três a quatro vezes ao mês". Ela também expressou seu desejo de que sua música se expanda na comunidade secular, expressando uma paixão pela justiça social. "Sempre tenho olhado a música como um veículo para chegar as pessoas". Atualmente, Kim e a banda Jesus Culture cultuam na igreja local de Jesus Culture Sacramento, inaugurada em 14 de setembro de 2014.
Em 2013, durante a turnê Still Believe, Kim anunciou que estava grávida. Seu filho, Wyatt Smith, nasceu em 25 de setembro de 2013.
Em 16 de julho de 2013, Kim Walker e seu marido, Skyler, lançaram Home, seu primeiro álbum juntos.

## Discografia
- Everything com Chris Quilala e Melissa How (2006)
- We Cry Out com Chris Quilala e Melissa How (2007)
- You Love Never Fails com Chris Quilala e Melissa How (2008)
- Here Is My Song (2008)
- Here is Love com Igreja Bethel com Chris Quilala e Kristene Mueller (2009)
- Consumed com Chris Quilala e Melissa How (2009)
- My Passion EP com Chris Quilala e Jesus Culture (2010)
- Come Away   com Chris Quilala e Jesus Culture (2010)
- Awakening com Chris Quilala e Jesus Culture (2011)
- Live From New York com Chris Quilala, Martin Smith, e Jesus Culture (2012)
- Still Believe (2013)
- Home com Skyler Smith (2013)
- Unstoppable Love com Chris Quilala e Jesus Culture (2014)
- When Christmas Comes (2014)
- This is Jesus Culture (2015)
- Let It Echo com Chris Quilala e Jesus Culture (2016)
- Love Has A Name com Chris Quilala e Jesus Culture (2017)
- On My Side (2017)
- On My Side (Live) (2018)
- Living With A Fire com Chris Quilala e Jesus Culture (2018)
- Church Volume One & Two com Chris Quilala e Jesus Culture (2020)
- No Temeré (EP) (2021)
- Riveval Nilghts Part One & Two com Chris McClarney (2022)
- Trample (2024)